# Gottfried VIII. (Ziegenhain)
Gottfried VIII. von Ziegenhain (* nach 1350; † 1394) war von 1372 bis 1394 Graf von Ziegenhain und Nidda. Er wurde bekannt insbesondere als Hauptmann des gegen die Landgrafen Heinrich II. und Hermann II. von Hessen gerichteten Sternerbunds.

## Herkunft
Gottfried war der Sohn des Grafen Gottfried VII. († Oktober 1372) von Ziegenhain und Nidda und dessen Frau Agnes von Falkenstein. Sein Geburtsdatum ist nicht bekannt, ebenso wenig ein älterer Bruder. Es gibt jedoch eine Urkunde vom 28. Dezember 1355, in der Kaiser Karl IV. mitteilt, er habe Papst Innozenz VI. darum ersucht, dem edlen Gottfried, Sohn des Grafen Gottfried von Ziegenhain, ein Kanonikat in Mainz zu verleihen. Da eine kirchliche Laufbahn damals üblicherweise nur für nachgeborene Söhne geplant wurde, deutet dies auf einen älteren, aber dann verstorbenen Bruder hin: im Jahre 1360 ist nur Gottfried als Sohn des Grafen Gottfried VII. bekundet. Er wurde am 14. März 1371 zum Ritter geschlagen.

## Graf von Ziegenhain und Nidda
Gottfried folgte seinem Vater, der 1372 während des Sternerkriegs starb, als regierender Graf von Ziegenhain und Nidda sowie als Hauptmann des Sternerbunds. Im Jahre zuvor (1371) hatte er Agnes von Braunschweig († 13. September 1416) geheiratet, Schwester des Herzogs Otto I. von Braunschweig-Göttingen.  Die Mitgift von 1000 Mark Silber sollte aus dem von Herzog Otto erwarteten hessischen Erbe bezahlt werden, denn Ottos Mutter Elisabeth war eine Tochter des Landgrafen Heinrich II., dessen einziger Sohn Otto der Schütz bereits 1366 gestorben war. Gottfried setzte den Krieg der Sterner 1372–1373 gegen die Landgrafen Heinrich II. und Hermann II. zunächst energisch fort, ohne damit Erfolg zu haben. Im Gegenteil: die lange und letztlich mit einer Niederlage endende Fehde mit den Landgrafen brachte Gottfried einen Verlust an Macht und Einfluss. Allerdings konnte er, unter Ausnützung der Rivalität zwischen dem Kurfürstentum Mainz und der Landgrafschaft Hessen, die Unabhängigkeit seiner Grafschaft behaupten. Auf die Mitgift seiner Frau Agnes musste er allerdings noch lange warten: erst im September 1377 bequemte sich Herzog Otto schließlich zur Zahlung, und dabei kam es noch zu einem Versuch Braunschweiger Bürger, den Brautschatz zu stehlen.
Gottfrieds anhaltende Feindschaft gegenüber den Landgrafen auch nach der Niederlage im Sternerkrieg ließ ihn während des langen und teilweise mit kriegerischen Mitteln ausgefochtenen Mainzer Schismas (1373–1381) die Seite Adolfs von Nassau wählen. Dieser war vom Mainzer Domkapitel zum Administrator des Erzstifts gewählt worden, aber Papst Gregor XI. hatte nicht ihn, sondern den Bamberger Bischof Ludwig von Meißen zum neuen Mainzer Erzbischof ernannt. Ludwig von Meißen wurde insbesondere von Kaiser Karl IV. und den beiden Landgrafen von Hessen unterstützt. Adolf von Nassau seinerseits erhielt Unterstützung durch Herzog Otto I. von Braunschweig-Göttingen, Graf Johann I. von Nassau-Dillenburg, Graf Heinrich IV. von Waldeck und Gottfried VIII. von Ziegenhain, die allesamt Gegner des hessischen Landgrafen waren und schon im Sternerbund gegen die Landgrafen standen. Der Streit führte insbesondere 1375 und 1377 zu offenen Kämpfen, die vor allem in Thüringen und dem mainzischen Eichsfeld ausgetragen wurden.
Während des Abendländischen Schismas fand sich Gottfried schon bald in päpstlichem Bann Urbans VI. Wann er daraus gelöst wurde, ist nicht überliefert.
Im April 1381 wurde Gottfried während der Unmündigkeit Ulrichs V. von Hanau, mit dem seine Tochter Elisabeth verlobt war, zu dessen Vormund bestimmt; die Vormundschaft bestand bis etwa zum Jahr 1388.

## Minderung des Herrschaftsgebiets
Die hohen Kosten des Sternerkriegs und seiner Beteiligung an dem Streit um den Mainzer Erzstuhl zwangen ihn zu wiederholten Verpfändungen und Verkäufen ziegenhainschen Besitzes. Im Dezember 1382 ist der Verkauf des Amts und des gräflichen Hofs Gemünden an der Wohra an Godebrecht und Jutta von Linsingen beurkundet, im Juni 1386 der Verkauf der Hälfte der Dörfer und Gerichte Ober-, Nieder- und Mittel-Wiera und Biedenbach (Wüstung südwestlich von Schwalmstadt) an Konrad und Bertha von Efirshausen –  jeweils mit Rückkaufrecht. Am 5. Januar 1387 beurkundete Thile von Falkenberg mit seiner Frau Gisela (Gese), dass ihnen Graf Gottfried die Burg Schönstein mit den Dörfern und Gerichten Schönau, Moischeid, Treisbach, Sachsenhausen, Loyde (?), Winterscheid, Gerwigshain, Lischeid, ihr Teil des Gerichts an der Kalten Hainbuche, seinen Teil des Dorfs und Gerichts zu Lindenborn und Einkünfte zu Willingshausen für 1601 schwere Gulden mit jederzeitigem Rückkaufsrecht verkauft hatte. Im Juli 1390 beurkundeten Johann von Dernbach und seine Frau Katharina, dass ihnen Gottfried von Ziegenhain und seine Frau Agnes von Braunschweig die Burg Gemünden an der Straße mit Gerichten, Dörfern und allen Leuten und Zugehörungen, Rechten und Nutzen (ausgenommen Burg- und Kirchlehen sowie Weißgülte, Zoll und Wegegeld) für 1330 Goldgulden und 13½ Mark Pfennige verpfändet hatten. 1392 verkaufte er, zusammen mit seiner Frau Agnes und seinen Erben, die Burg und Stadt Gemünden (Wohra) sowie die Dörfer und Gerichte Josbach, Heimbach und Hertingshausen für 1801 Gulden an Thile von Falkenberg, allerdings mit unbefristetem Wiederkaufsrecht. Und im Oktober 1393 verkaufte Gottfried das Dorf Willingshausen an Helwig Waldvogel von Loshausen.

## Ehe und Nachkommen
Gottfried heiratete am 3. August 1371 Agnes von Braunschweig, Schwester des Herzogs Otto von Braunschweig-Göttingen. Der Ehe entstammten sieben (möglicherweise acht) namentlich bekannte Kinder:
- Engelbert III. († 1401), 1394–1401 regierender Graf von Ziegenhain und Nidda
- Johann II. († 1450), Domherr in Trier und in Mainz, 1401–1450 regierender Graf von Ziegenhain und Nidda, ⚭ 1417 Elisabeth von Waldeck
- Gottfried IX. († 9. März 1425), 1395 Kanoniker in Fritzlar, 1402 Domherr in Mainz, ⚭ 1422 Ursula von Baden († 1429); Koregent von Ziegenhain und Nidda
- Otto (* 1380, † 1430), von 1419 bis zu seinem Tode Erzbischof von Trier
- Philipp (erwähnt 1397/99), Geistlicher, früh verstorben
- Elisabeth (* ca. 1375; † 1. Dezember 1431), ⚭ 1394 Ulrich V. von Hanau[17]
- Agnes († nach 1438), ⚭ 1387 Graf Adolf III. von Waldeck zu Landau
- (?) Sigmund (1403 als Teilnehmer an einem Turnier in Darmstadt erwähnt, Abstammung unsicher)

Gottfried starb im Jahre 1394. Ihm folgte sein Sohn Engelbert III. als Graf von Ziegenhain und Nidda. Engelbert starb, kinderlos, schon im Jahre 1401. Auf ihn folgte sein Bruder Johann II., der seinen jüngeren Bruder Gottfried IX. an der Regentschaft beteiligte.